# Mateo Retegui
Mateo Retegui (* 29. April 1999 in San Fernando de la Buena Vista, Argentinien) ist ein argentinisch-italienischer Fußballspieler. Der Stürmer steht bei al-Qadisiyah unter Vertrag und ist italienischer Nationalspieler.

## Karriere

### Verein
Retegui begann seine Karriere als Fußballprofi bei den Boca Juniors, die ihn einige Jahre zuvor vom Lokalrivalen River Plate verpflichtet hatten. In der Saison 2017/18 wurde er von Trainer Guillermo Barros Schelotto erstmals in die erste Mannschaft des Vereins berufen. Sein Profidebüt gab der Stürmer am 17. November 2018, als er beim 1:0-Heimsieg gegen Club Atlético Patronato in den Schlussminuten eingewechselt wurde.
Im Januar 2019 wurde Retegui für achtzehn Monate an Estudiantes de La Plata ausgeliehen. Eine weitere Leihe folgte 2021 zu Club Atlético Talleres.
Im Februar 2022 wechselte Retegui wieder auf Leihbasis bis Ende 2023 zu CA Tigre. Bei dem Verein war er sofort Stammspieler und wurde 2022 Torschützenkönig in der argentinischen Primera División.
Im Sommer 2023 wechselte er nach Italien zum CFC Genua und unterschrieb dort einen Fünfjahresvertrag. In seinem ersten Pflichtspiel für Genua erzielte der Stürmer 2 Treffer zum 4:3-Sieg gegen Modena in der italienischen Coppa Italia. Insgesamt gelangen ihm für Genua 7 Treffer in 29 Spielen in der Serie A-Saison 2023/24.
Am 8. August 2024 wechselte Retegui für 22 Millionen Euro (plus Bonus) zu Atalanta Bergamo und unterschrieb dort einen Vertrag bis 2028. Seine Debütsaison bei Atalanta verlief mit 25 Treffern in der Serie A, die ihn zum Torschützenkönig machten, äußerst erfolgreich. Er trug damit entscheidend zum Erreichen des 3. Platzes bei, der zur Teilnahme an der Champions League berechtigt.
Am 21. Juli 2025 wechselte Retegui zum saudi-arabischen Erstligisten al-Qadisiyah für 68 Millionen Euro, was die bisher höchste je bezahlte Summe für einen italienischen Fußballer ist.

### Nationalmannschaft
Retegui war Jugendnationalspieler Argentiniens. Da er aufgrund seiner Abstammung auch für Italien spielberechtigt ist, wurde er im Februar 2023 von Roberto Mancini für die ersten Qualifikationsspiele zur Europameisterschaft 2024 in die italienische A-Nationalmannschaft berufen. Am 23. März erzielte er bei seinem Länderspieldebüt gegen England, das in Neapel ausgetragen wurde und mit 1:2 verloren ging, sein erstes Länderspieltor. In seinem zweiten Spiel am 26. März, beim 2:0-Sieg gegen Malta, traf Retegui ebenfalls. Damit wurde er zum ersten Spieler der Azzurri seit 1968, der bei seinen ersten beiden Spielen jeweils ein Tor erzielte.

## Erfolge und Auszeichnungen
- Spieler des Monats der Serie A: Oktober 2024
- Stürmer der Saison der Serie A: 2024/25
- Torschützenkönig der Serie A: 2024/25

## Familiäres
Er ist der Sohn des ehemaligen Feldhockeyspielers Carlos Retegui, der Argentinien als Spieler und Trainer bei verschiedenen Panamerikanischen Spielen und Olympischen Spielen vertrat. Seine Schwester Micaela ist ebenfalls Olympiateilnehmerin im Feldhockey.
Retegui besitzt dank seiner italienischen Großeltern die italienische Staatsbürgerschaft. Sein Großvater mütterlicherseits, Angelo Dimarco, wanderte aus Canicattì auf Sizilien nach Argentinien aus.